# Donji Stupanj
Donji Stupanj (cyr. Доњи Ступањ) – wieś w Serbii, w okręgu rasińskim, w gminie Aleksandrovac. W 2011 roku liczyła 942 mieszkańców.